# Тимофєєв Микола Володимирович
Микола Володимирович Тимофєєв (9 серпня 1913, місто Мценськ, тепер Орловської області, Російська Федерація — 17 вересня 1988, місто Москва) — радянський діяч, міністр лісової і деревообробної промисловості СРСР, голова РНГ Костромського (Північно-Західного) економічного району. Член Центральної Ревізійної комісії КПРС у 1966—1976 роках. Кандидат у члени ЦК КПРС у 1976—1981 роках. Депутат Верховної Ради СРСР 7—10-го скликань.

## Біографія
Народився в родині ремісника.
У 1935 році закінчив Уральський лісотехнічний інститут.
У 1935—1941 роках — бригадир, змінний майстер, начальник цеху, технічний директор Маклаковського лісозаводу Красноярського краю.
У 1941—1945 роках — технічний директор Ігарського лісокомбінату Красноярського краю.
Член ВКП(б) з 1943 року.
У 1945—1946 роках — головний інженер тресту «Красдерев» Красноярського краю.
У 1946—1950 роках — головний інженер Канського лісопильного заводу Красноярського краю; директор Бірюсинського лісозаводу Іркутської області.
У 1950—1952 роках — головний інженер, у 1952—1955 роках — керуючий тресту «Східсибдерев».
У 1955—1956 роках — заступник міністра лісової промисловості Російської РФСР.
4 липня 1956 — 4 червня 1957 року — міністр паперової та деревообробної промисловості Російської РФСР.
29 травня 1957 — 25 грудня 1962 року — голова Ради народного господарства (РНГ) Костромського економічного адміністративного району.
25 грудня 1962 — 2 жовтня 1965 року — голова Ради народного господарства (РНГ) Північно-Західного економічного району.
2 жовтня 1965 — 11 червня 1968 року — міністр лісової, целюлозно-паперової та деревообробної промисловості СРСР.
3 липня 1968 — 30 жовтня 1980 року — міністр лісової і деревообробної промисловості СРСР.
З жовтня 1980 року — персональний пенсіонер союзного значення в Москві.
Помер 17 вересня 1988 року. Похований на Кунцевському цвинтарі в Москві.

## Нагороди і звання
- орден Леніна
- орден Жовтневої Революції
- орден Трудового Червоного Прапора
- орден Червоної Зірки
- орден «Знак Пошани»
- медалі